# 三重村 (長崎県)
三重村（みえそん）は、長崎県の西彼杵半島にあった村。西彼杵郡に属した。1973年（昭和48年）に南隣の長崎市へ編入した。
現在の長崎市三重地区にあたる。

## 地理
西彼杵半島の南部に位置し、南西の海岸線を角力灘（五島灘）に接する。当地は古くは「三江」とも表記され、京泊・三重・黒崎の3つの入江を形成している様子から三江、のち三重に変わったとされる。
- 山：三方山、土佐賀山、野々岳、御岳、矢筈岳、大岳、烏帽子岳、鳴鼓岳
- 河川：三重川、杉谷川（三重田川）、多以良川

## 沿革
- 1889年（明治22年）4月1日 - 町村制施行により、西彼杵郡三重村が単独村制にて発足。
- 1973年（昭和48年）3月31日 - 長崎市に編入し、三重村は自治体として消滅。

## 地名
郷を行政区域とする。三重村は1889年の町村制施行時に単独で自治体として発足したため、大字は無し。
- 畦郷（あぜ）
- 畝刈郷（あぜかり）
- 樫山郷
- 京泊郷
- 多以良郷[3]
- 遠木場郷（とおのこば）
- 松崎郷
- 三重郷
- 三重田郷
- 向郷